# The European Fine Art Fair

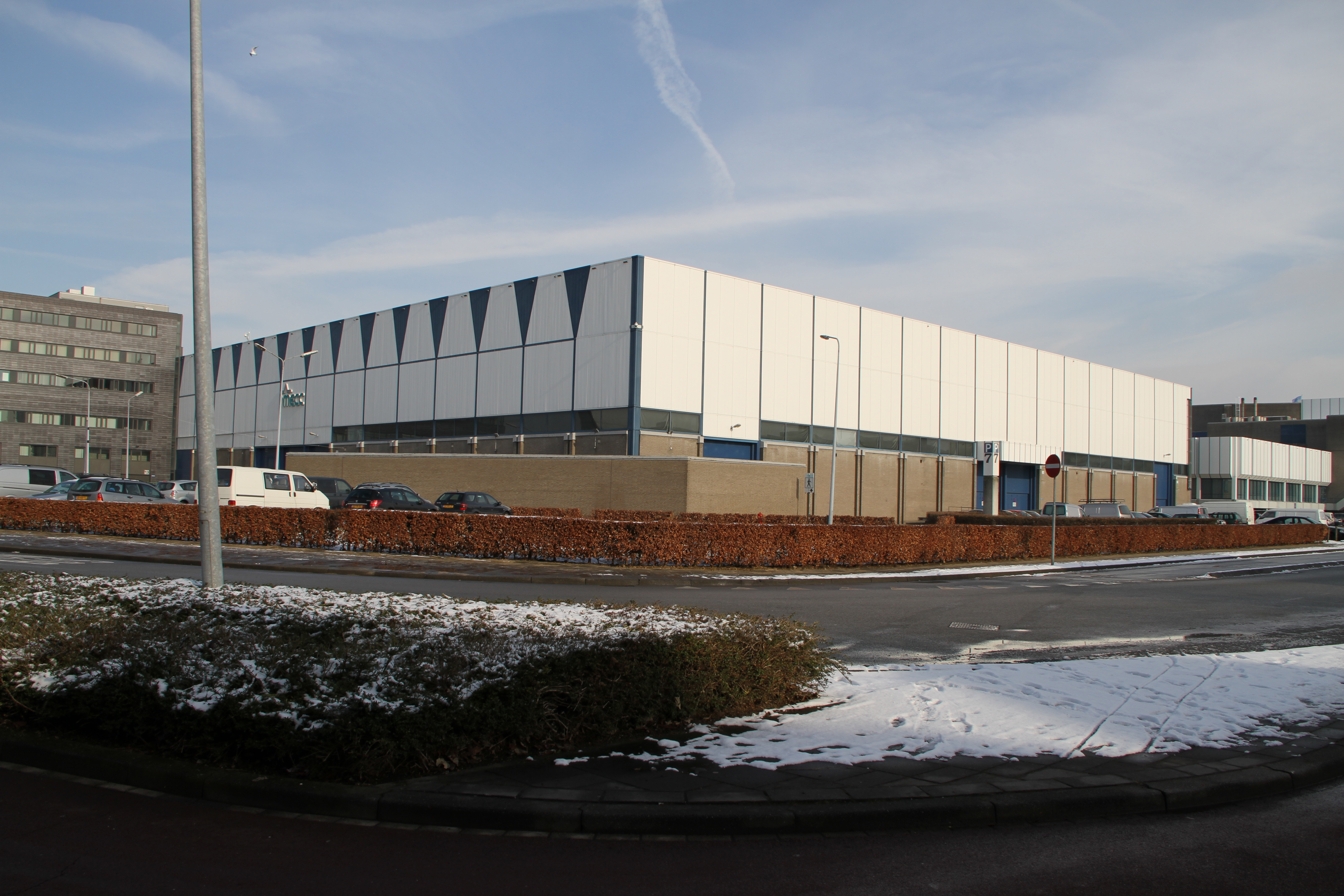
Das Messegebäude MECC in Maastricht: Seit 1988 findet hier die TEFAF statt

The European Fine Art Fair (TEFAF) ist eine Kunstmesse in Maastricht (Niederlande). Veranstalter ist The European Fine Art Foundation.
Die TEFAF gehört zu den bedeutendsten Kunstmessen weltweit. Die zehntägige Messe findet jährlich im Frühjahr in Maastricht im Kongresszentrum MECC statt. In der Liste der rund 240 Aussteller sind nahezu alle weltweit wichtigen Galerien und Kunsthandlungen vertreten. Nach eigenen Angaben ist sie die weltweit größte Kunst- und Antiquitätenmesse. Jedes Exponat wird von etwa 20 Gutachterausschüssen mit rund 190 renommierten Kunstexperten aus aller Welt auf Echtheit und Qualität überprüft.

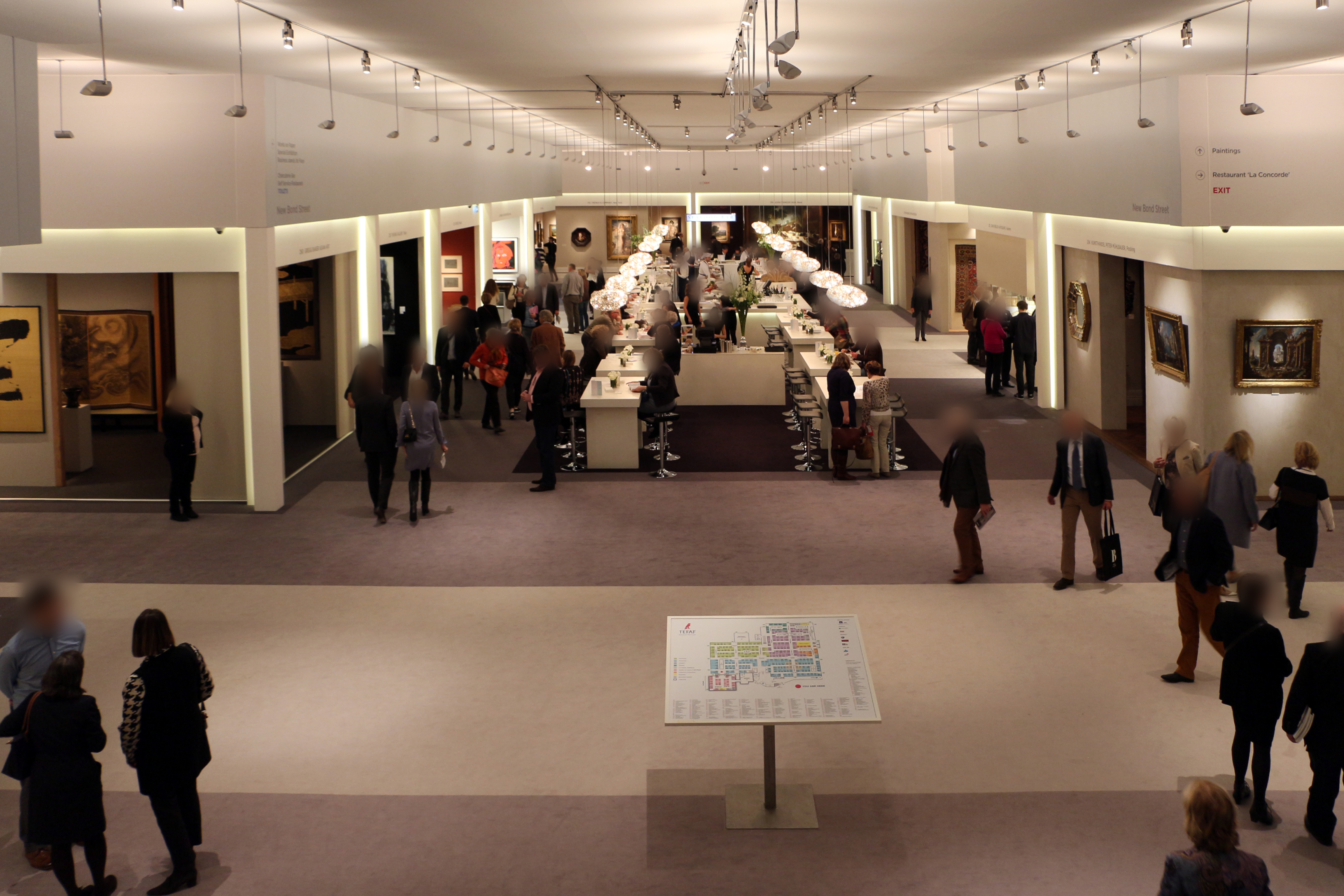
'New Bond Street' auf der TEFAF 2016 mit Messeplan und Bar

Die Messe ist in folgende Fachbereiche gegliedert:
- Gemälde, Zeichnungen und Drucke
- Antiquitäten und Kunstgegenstände (inklusive Skulpturen)
- Gebrauchsgegenstände und Möbel
- Klassische Antiquitäten und altägyptische Kunstgegenstände
- Handschriften, seltene Bücher und Karten
- Schmuck
- Moderne Kunst

## Geschichte

### Ursprung der Messe (1975–1987)
Die Messe begann 1975 als Pictura Fine Art Fair, eine Kunstmesse mit 28 Teilnehmern in der heute nicht mehr existierenden Eurohal, die sich damals an der Griend im Stadtteil Sint Maartenspoort befand. Initiatoren der Messe waren der Maastrichter Kunsthändler Jacques van Rijn (1927–2013) und Jan Huijnen, Direktor der Eurohal. Später wurde Robert Noortman in das Projekt einbezogen. Die Antiquitätenmesse Antiqua wurde 1978 mit 48 teilnehmenden Antiquitätenhändlern und Antiquariaten gegründet. Ab 1979 wurde die Antiquitätenmesse in der Geulhal in Valkenburg abgehalten.
Im Jahr 1985 beschlossen die beiden Messen, gemeinsam unter dem Namen Antiquairs International & Pictura Fine Art Fair weiterzumachen. Zu den Gründungsmitgliedern der neuen Messe gehörten Clemens van der Ven, Jan Dirven, Josephine Dirven-Duyndam, Evert (VII) Douwes, Johnny van Haeften, David Koetser, Eugène Stender und Jacob Stodel.

### 1988 Eröffnung als The European Fine Art Fair
1988 zog die Messe von der Eurohal in das neue Ausstellungszentrum MECC im Maastrichter Stadtteil Randwyck um. Im selben Jahr wurde der Name in The European Fine Art Fair geändert.
Im Jahr 1991 wurde die Messe um den Bereich der modernen und zeitgenössischen Kunst erweitert. In diesem Jahr waren 135 Aussteller auf der Messe vertreten, ein Jahr später kam die Schmuckabteilung hinzu. Die Besucherzahl stieg auf 35.000. 1993 kamen die Bereiche Bücher, Handschriften und Landkarten sowie Antike Kunst hinzu. 1994 war das Jahr der Trendwende; unter anderem durch die Kombination mit einer Ausstellung von Meisterwerken aus der Eremitage kamen mehr als 60.000 Besucher, doppelt so viele wie in den Jahren zuvor. Von 1995 bis 1999 fand in Basel, Schweiz, die Parallelmesse TEFAF Basel statt. 1997 wurde eine Satellitenmesse in New York ins Auge gefasst, für die jedoch kein geeigneter Standort gefunden werden konnte.
Bis 2004 stieg die Zahl der Besucher auf über 75.000. Nach einem Besucherrekord von 84.000 im Jahr 2006 beschlossen die Veranstalter, die Eintrittspreise zu erhöhen, um den exklusiven Charakter der Messe zu erhalten. 2008 wurde der TEFAF Showcase ins Leben gerufen, der jungen Händlern die Möglichkeit bietet, sich einem internationalen Publikum zu präsentieren.
Anlässlich des 25-jährigen Jubiläums der Messe wurde 2012 der TEFAF Museum Restoration Fund als Zeichen der Wertschätzung für die Museumsdirektoren, die die Messe regelmäßig besuchen, ins Leben gerufen. Der Fonds ist mit maximal 50.000 Euro dotiert und dient der Restaurierung von Kunstwerken in einem der teilnehmenden Museen sowie dem Wissensaustausch im Bereich der Konservierung. An der Messe 2015 nahmen Vertreter von 262 internationalen Museen teil, von kleinen regionalen Museen bis hin zu großen Institutionen wie dem Louvre und dem Museum of Modern Art. Rund 400 Besucher reisten mit Privatflugzeugen an.
2016 kündigte die TEFAF an, 2016 und 2017 Messen in New York zu veranstalten. Seitdem kooperiert sie mit der New Yorker Kunstberatungsfirma Artvest Partners für zwei jährliche Messen in der Park Avenue Armory. Die ersten beiden Messen in der Park Avenue Armory waren die TEFAF New York Fall im Oktober und die TEFAF New York Spring im Mai 2017.
Die Entscheidung der Organisatoren, die TEFAF Maastricht trotz der COVID-19-Pandemie fortzusetzen, sorgte 2020 für Kontroversen. Zum ersten Mal in ihrer Geschichte schloss die Messe ihre Ausgabe 2020 vorzeitig, nachdem bei einem Aussteller COVID-19 diagnostiziert worden war. Die nächsten Messen fanden im Mai 2022 in New York und im Juni 2022 in Maastricht statt.

## Vetting – Überprüfung aller Exponate
Wie die meisten großen Messen für Antiquitäten und alte Kunst hat auch die TEFAF ein Expertenkomitee (Konservatoren, Kunsthistoriker, Restauratoren, Forscher, unabhängige Experten, Händler) eingerichtet, das zwei Tage vor der Eröffnung alle Objekte begutachtet, um festzustellen, welches Objekt nicht an seinem Platz ist, oder um Fehler auf den Präsentationskarten zu korrigieren. Dieses Verfahren der Überprüfung und Inventarisierung, das so genannte Vetting, ist auch wichtig, um die Herkunft (Provenienz) bestimmter Objekte zu klären. Häufen sich bei einem Händler Fehler oder Versäumnisse, kann er im nächsten Jahr von der Ausstellung ausgeschlossen werden.

## Verschiedenes
Im Jahr 2001 wurde das bis dahin teuerste Gemälde auf der TEFAF angeboten. Am Stand von Noortman (Maastricht) wurden für ein Gemälde von Rembrandt van Rijn (Frauenbildnis, vermutlich Aeltje Uylenburgh, um 1632) rund 80 Millionen Mark verlangt.
2008 stahlen Diebe auf der TEFAF Maastricht ein Diamantencollier im Wert von rund 1,8 Millionen Dollar.
Im Jahr 2010 wurden von einem Stand von Hancocks & Co. ein Ring und ein Collier im Wert von rund 1,3 Millionen Dollar gestohlen.
Im Juni 2022 wurde die gesamte Messe evakuiert, nachdem mehrere Männer, von denen mindestens einer bewaffnet war, einen Schmuckstand ausgeraubt hatten.
Im Jahr 2005 entdeckte das Bundeskriminalamt auf der TEFAF eine Ankeraxt des Königs Schulgi, der von 2094 bis 2047 v. Chr. in der Stadt Ur im heutigen Irak regierte. Das Kunstwerk ist für den Irak von großer nationaler Bedeutung und konnte das Land nicht auf legalem Wege verlassen haben. Deswegen übergab Außenminister Frank-Walter Steinmeier es 2009 dem damaligen irakischen Ministerpräsidenten Nuri al-Maliki.
TEFAF ist seit 2011 Hauptsponsor des Maastrichter Museum aan het Vrijthof.

## Galerie

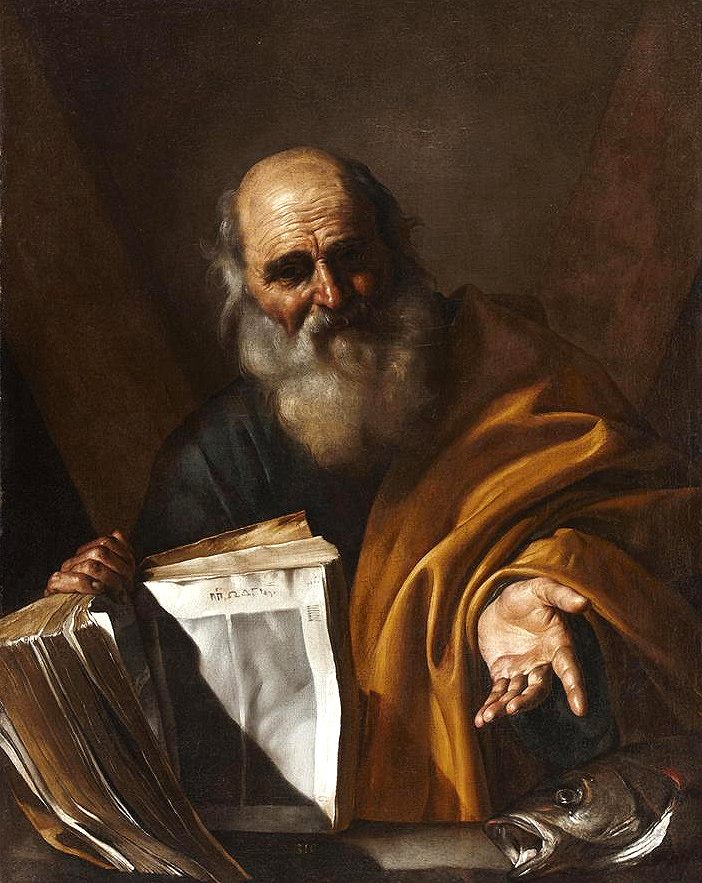
Gemälde von José de Ribera, TEFAF 2010
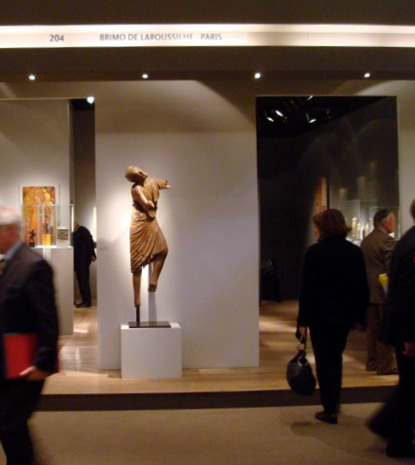
Stand eines Pariser Kunsthändlers, TEFAF 2011
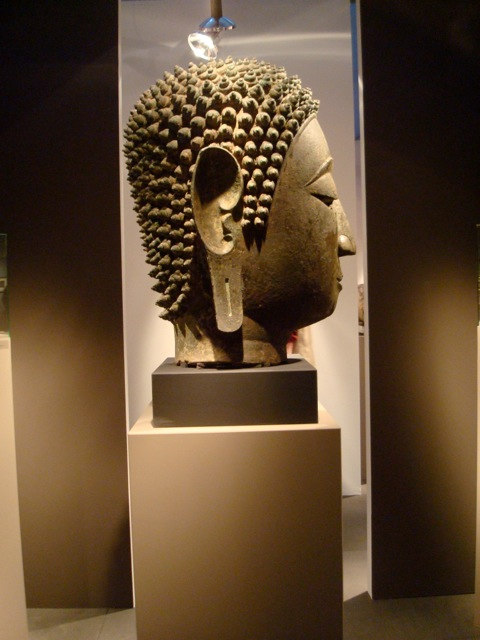
Antiker Buddha-Kopf, TEFAF 2011
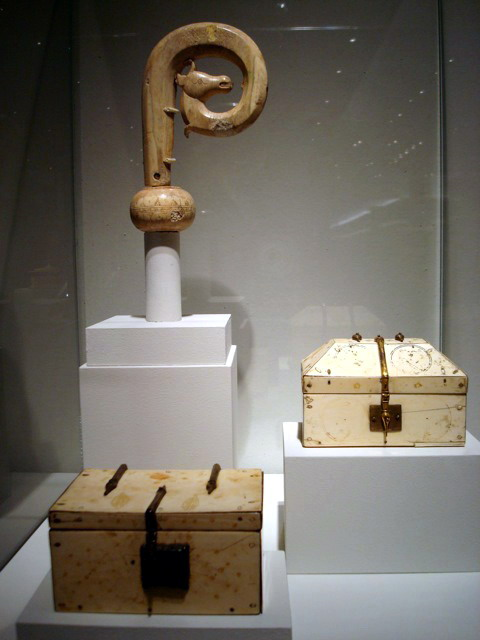
Mittelalterliches Elfenbein, TEFAF 2011
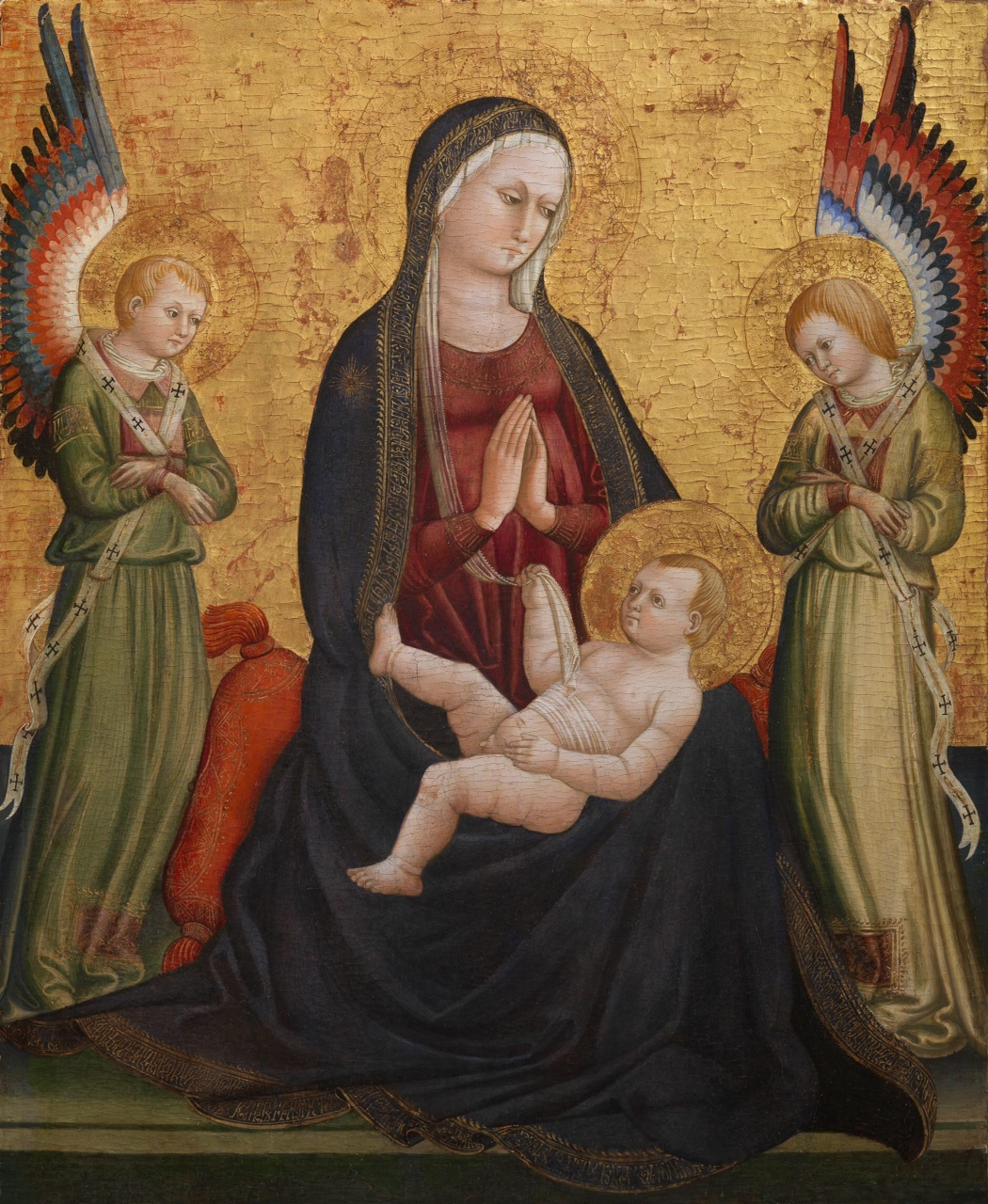
Gemälde von Neri di Bicci, TEFAF 2014